# The River Kwai March
"The River Kwai March" (O Rio Kwai March, em tradução livre) é uma marcha composta por Malcolm Arnold em 1957. Foi escrita como uma contra-marcha orquestral à "Colonel Bogey March", tema que aparece, assobiado, no filme A Ponte do Rio Kwai.
As duas marchas são trabalhos independentes e protegidas por direitos autorais. Entretanto, elas foram gravadas por Mitch Miller, em um medley como "March from the River Kwai - Colonel Bogey". Por isso, "Colonel Bogey March" é frequentemente creditada como "River Kwai March".
A marcha de Arnold foi publicada por Shapiro, Bernstein & Co. em um arranjo para piano de Robert C. Haring. Também faz parte da suíte de concertos orquestrais da trilha sonora do filme Arnold, de Christopher Palmer, publicada pela Novello & Co.
No Brasil, "The River Kwai March" tornou-se conhecida como música de fundo do quadro "A Ponte do Rio que Cai", do Domingão do Faustão.
Na Alemanha, o título foi publicado em março de 1958 e a partir de 12 de abril de 1958 permaneceu por 13 semanas no topo das paradas. 600.000 cópias foram vendidas na Alemanha dentro de seis semanas; após meio ano, a marca do milhão havia sido ultrapassada. 